# Gedenkstätte Bullenhuser Damm

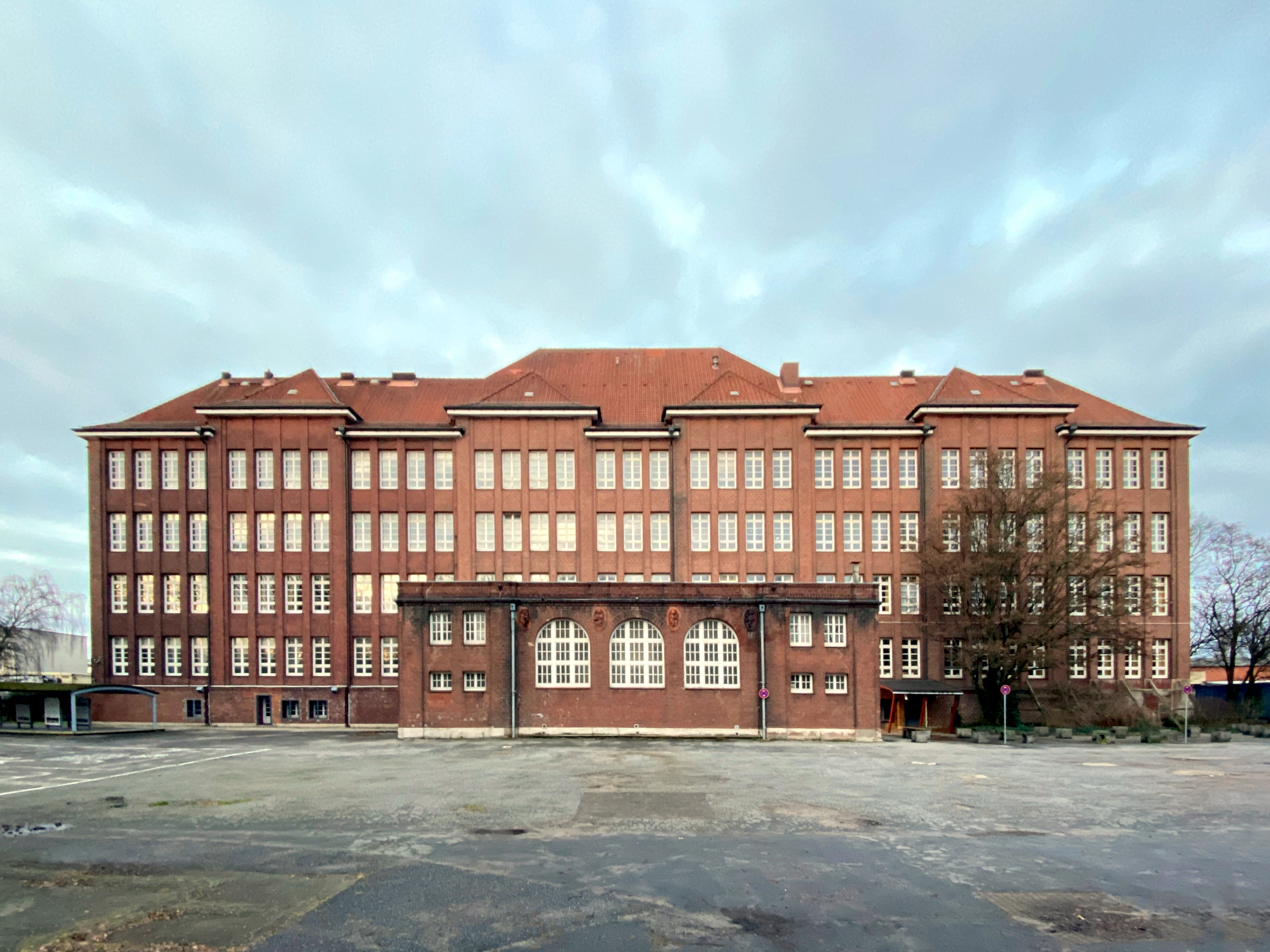
Schule Bullenhuser Damm in Hamburg-Rothenburgsort

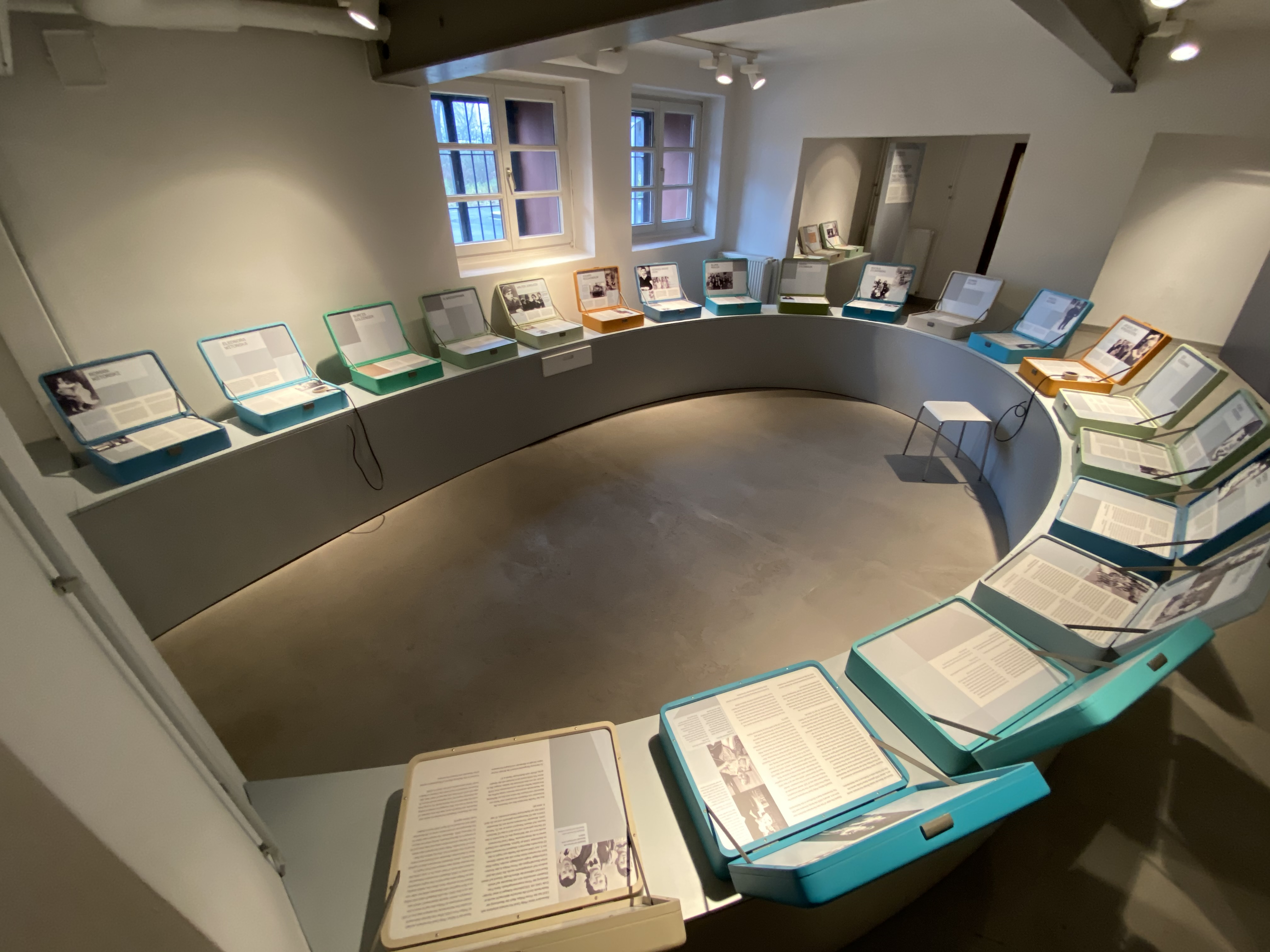
Blick in einen Raum der Dauerausstellung in der Gedenkstätte Bullenhuser Damm

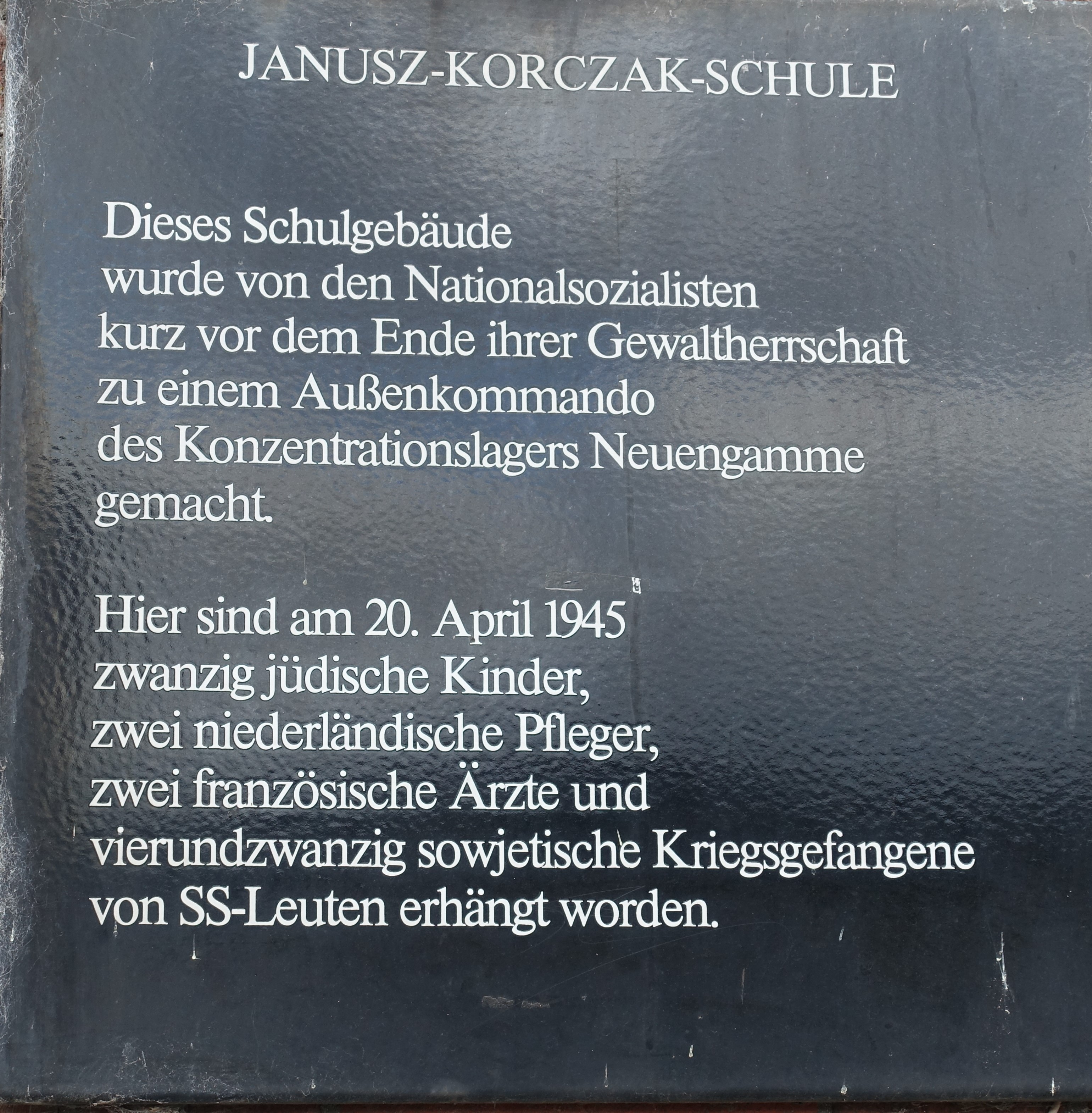
Gedenktafel an der Schule

In der gleichnamigen Straße im damaligen Hamburger Stadtteil Billwerder Ausschlag (heute Teil von Rothenburgsort) liegt das ehemalige Schulgebäude Bullenhuser Damm, in dem in der Nacht zum 21. April 1945 die SS ein besonders grausames Kriegsendphasenverbrechen verübte: zwanzig jüdische Kinder wurden zusammen mit ihren Betreuern aus dem KZ Neuengamme, vier politischen Häftlingen, im Keller des Gebäudes, das während des Krieges als Nebenlager des KZ Neuengamme gedient hatte, erhängt. Die Opfer stammten aus Polen, den Niederlanden, der Slowakei, Italien und Frankreich. In derselben Nacht wurden auch 24 sowjetische Häftlinge dort erhängt. Die Schule wurde 1948 wiedereröffnet und im Jahre 1980 nach dem ebenfalls vom NS-Staat ermordeten polnischen Kinderarzt Janusz Korczak benannt. Seit 1979 besteht dort eine Gedenkstätte. Sie gehört heute zur Stiftung Hamburger Gedenkstätten und Lernorte zur Erinnerung an die Opfer der NS-Verbrechen. Seit 1987 wird das Gebäude nicht mehr als Schule genutzt. Heute dient es als Kindergarten der Stiftung Kindergärten Finkenau.

## Außenlager des KZ Neuengamme
Das ehemalige Schulgebäude wurde von der Stadt Hamburg dem SS-eigenen Betrieb „Deutsche Erd- und Steinwerke GmbH“ zur Unterbringung von KZ-Häftlingen zur Verfügung gestellt. Wahrscheinlich gegen Ende November 1944 wurde das Gebäude zum Außenlager umgebaut und anschließend in Betrieb genommen. Mindestens 592 überwiegend aus Polen und der Sowjetunion, aber auch Dänemark stammende Häftlinge wurden zur Herstellung von Steinplatten aus dem Trümmerschutt sowie Bau- und Aufräumarbeiten eingesetzt. Lagerleiter war der SS-Oberscharführer Ewald Jauch, sein Stellvertreter SS-Unterscharführer Johann Frahm. Zwischen dem 9. und 11. April 1945 wurde dieses Außenlager aufgelöst und die Häftlinge in das KZ-Auffanglager Sandbostel evakuiert.

## Verbrechen an jüdischen Kindern
Josef Mengele, berüchtigter Lagerarzt im KZ Auschwitz, hatte aus Berlin die Weisung erhalten, zwanzig jüdische Kinder für medizinische Experimente ins KZ Neuengamme zu schicken. Dort sollten sie dem SS-Arzt Kurt Heißmeyer für Menschenversuche zur Entwicklung von Impfstoffen gegen Tuberkulose zur Verfügung gestellt werden.

### KZ Neuengamme
Am 27. November 1944 wurden die Kinder aus dem Konzentrationslager Auschwitz zum Bahnhof gebracht, begleitet von Häftlingen: drei polnischen Krankenschwestern und einer Ärztin. Nach der zwei Tage später erfolgten Ankunft im KZ Neuengamme kümmerten sich zwei holländische Häftlingspfleger, Dirk Deutekom und Anton Hölzel, und die französischen Ärzte Dr. René Quenouille und Prof. Gabriel Florence um die Kinder. Die drei polnischen Krankenschwestern, die die Kinder begleitet hatten, wurden fünf Tage nach ihrer Ankunft von dem Rapportführer Wilhelm Dreimann im Bunker des KZ Neuengamme erhängt. Die belgische Ärztin Paulina Trocki wurde ins Neuengammer Außenlager Beendorf überstellt.
Heißmeyer, der im Sanatorium Hohenlychen tätig war, hatte bereits seit Juni 1944 zusammen mit dem Pathologen Hans Klein im KZ Neuengamme Menschenversuche zu Tuberkulose an erwachsenen Häftlingen vorgenommen. Es kam zu keiner Bildung von Antikörpern. Dies war bereits bekannt, da über erfolglose Versuche bereits Veröffentlichungen existierten, die Heißmeyer entweder nicht gelesen oder ignoriert hatte. Schon im Oktober 1944 musste er das Scheitern seiner Experimente an erwachsenen Häftlingen des KZ Neuengamme erkennen; trotzdem forderte er die zwanzig Kinder für seine Versuche an, die Mitte Januar 1945 begannen. Der Gefangene Herbert Kirst musste den zehn Jungen und zehn Mädchen – neben vierzehn Polinnen und Polen ein niederländisches Brüderpaar, zwei Franzosen, ein Slowake und ein Italiener – in die Brust schneiden und die Bakterienlösung in die Wunde einreiben. Nach zwei Tagen brach bei den Kindern hohes Fieber aus. Die durch die Verletzungen und den Einfluss der Bakterien körperlich stark geschwächten Kinder wurden einer zweiten sehr schmerzhaften Versuchsreihe unterzogen, dabei schob Heißmeyer einen Gummischlauch durch die Luftröhre in die Lungenflügel, um eine Lösung mit Tuberkulosebakterien direkt in die Lungen mit einem Becher einzugießen. Dabei kam es häufig zu Verletzungen und Blutungen der Lungen der Kinder. Zur Vervollständigung der Versuche musste der tschechische Häftlingsarzt Bogumil Doclik den Kindern die Lymphdrüsen herausoperieren. Die Kinder bekamen lediglich eine örtliche Betäubung mit Novocain und nach zwei Wochen wurden ihnen die Lymphdrüsen auf der anderen Körperseite herausoperiert. Hans Klein stellte erneut fest, dass sich auch bei diesen Versuchen keine Antikörper gebildet hatten.

### Schule und Außenlager Bullenhuser Damm
Als britische Truppen bereits das Hamburger Stadtgebiet erreicht hatten, kam der Befehl aus Berlin, die Kinder zu beseitigen, um die Spuren dieser Untat zu verwischen. Dazu wurden die Kinder mitsamt ihren Pflegern am späten Abend des 20. April 1945 in die Keller der leerstehenden Schule Bullenhuser Damm verbracht. Dort war zu der Zeit ein Außenlager des KZ Neuengamme eingerichtet. Der SS-Arzt Alfred Trzebinski gab den Kindern eine Morphinspritze, woraufhin der SS-Unterscharführer Johann Frahm den Kindern, die noch Lebenszeichen von sich gaben, Stricke um den Hals legte und sie an Haken im letzten länglichen Kellerraum erhängte. In derselben Nacht wurden dort noch die vier Betreuer der Kinder – zwei französische Ärzte und zwei niederländische Pfleger – sowie 24 sowjetische Häftlinge ermordet.
„Frahm nahm den 12-jährigen Jungen auf den Arm und sagte zu den anderen: Er wird jetzt ins Bett gebracht. Er ging mit ihm in einen Raum, der vielleicht sechs bis acht Meter von dem Aufenthaltsraum entfernt war, und dort sah ich schon eine Schlinge an einem Haken. In diese Schlinge hängte Frahm den schlafenden Jungen ein und hängte sich mit seinem ganzen Körpergewicht an den Körper des Jungen, damit die Schlinge sich zuzog. Ich habe in meiner KZ-Zeit schon viel menschliches Leid gesehen und war auch gewissermaßen abgestumpft, aber Kinder erhängt habe ich noch nie gesehen.“ (Alfred Trzebinski)
Laut Aussage des Kommandanten des KZ Neuengamme vor Gericht wurden die Leichen in das KZ Neuengamme gebracht und dort verbrannt,

### Die ermordeten zwanzig jüdischen Kinder

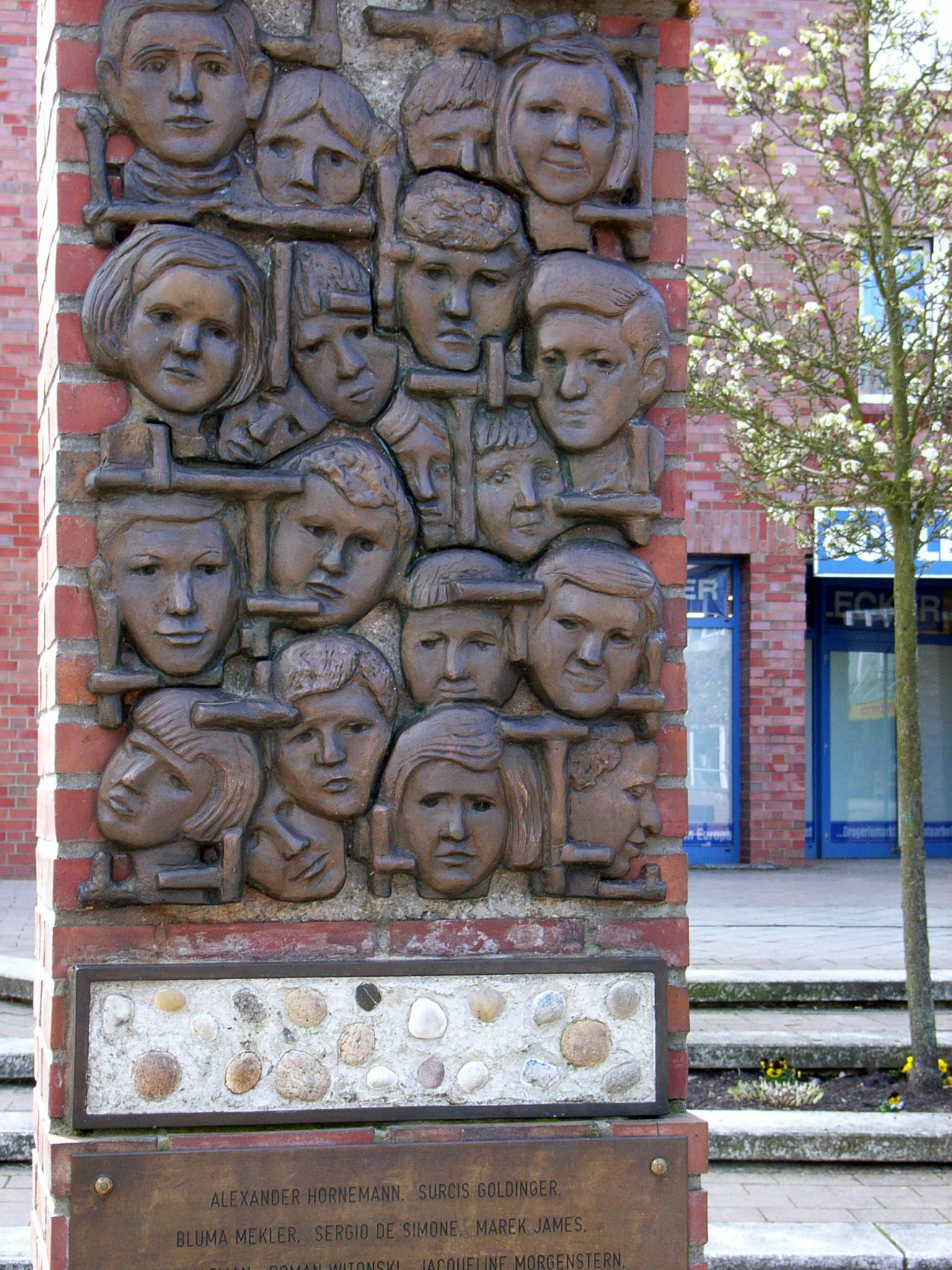
Bronzerelief (Stele), auf gemauertem Pilaster montiert; unterhalb des Reliefs: Auflistung der Kindernamen; Künstler: Leonid Mogilevski (Russisch, 1931-); Bronze: 0,30 m breit 0,60 m hoch; platziert am 13. Juli 2001; Initiative von und bezahlt von Hamburger Bürgern; markiert mit einer jährlichen Gedenkfeier am 20. April. Ort: Roman-Zeller-Platz (Hamburg-Schnelsen)

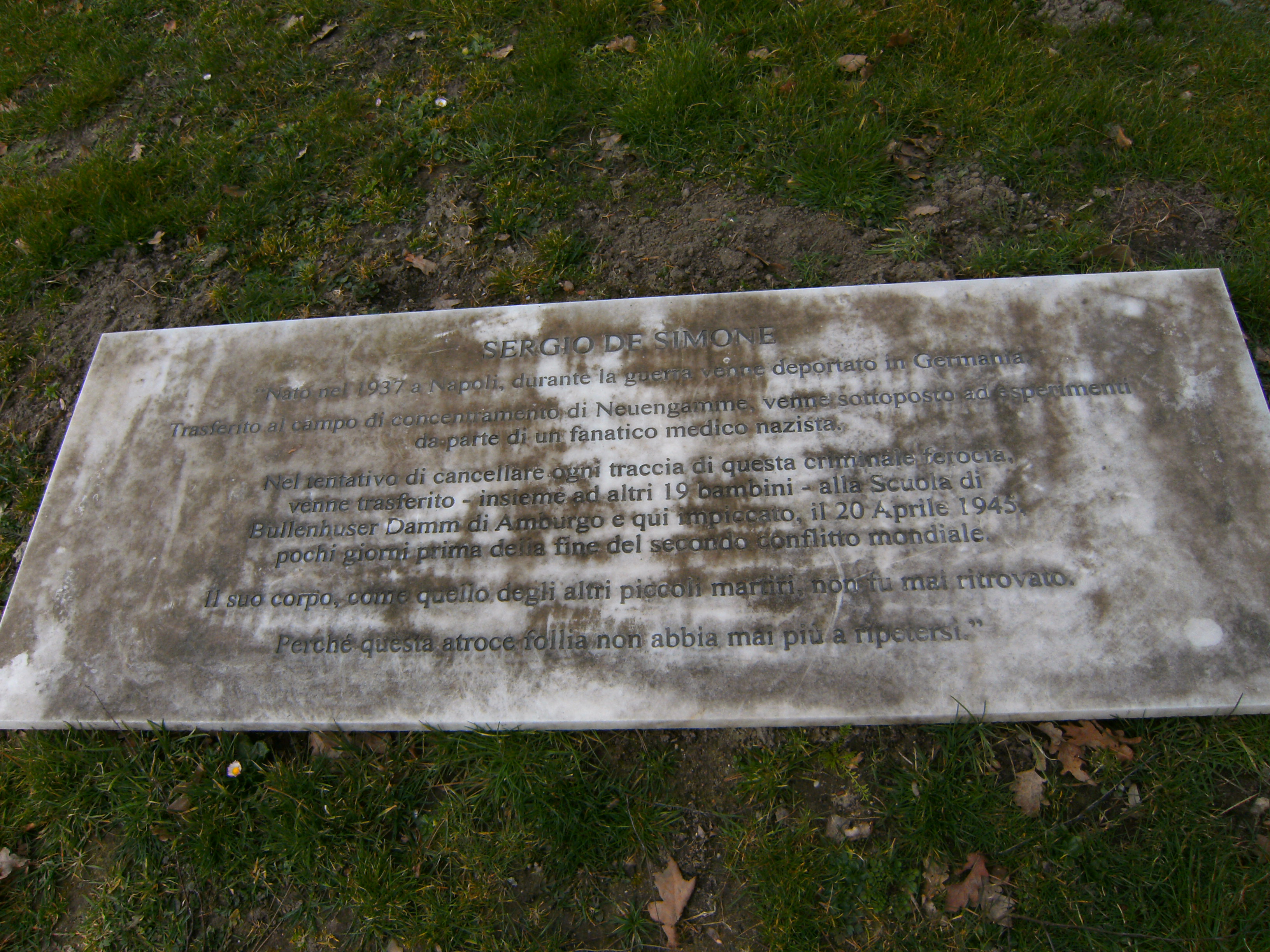
Gedenkstein in der Italienischen Kriegsgräberstätte Hamburg-Öjendorf an Sergio De Simone und die übrigen 19 ermordeten Kinder vom Bullenhuser Damm.

Mania Altmann (* 7. April 1938 in Radom, Polen), bei ihrer Ermordung sieben Jahre alt. Sie war die Tochter des Schuhmachers Shir Altman und seiner Frau Pola. Im Frühjahr 1941 zwangen die Deutschen die Familie wie auch die sonstige jüdische Bevölkerung von Radom, im Ghetto der Stadt zu leben. Im Sommer 1944 erfolgte dann die Deportation der Familie in das Konzentrationslager Auschwitz. Während der Vater weiter in das Konzentrationslager Mauthausen deportiert wurde, wo er kurz vor Kriegsende starb, wurde Pola Altman im Oktober 1944 in das Konzentrationslager Groß-Rosen deportiert. Sie wurde im Mai 1945 von alliierten Truppen befreit. 1951 wanderte sie mit ihrem Schwager Chaim Altman in die Vereinigten Staaten aus. Mania Altman verblieb zunächst in Auschwitz und wurde dann am 20. November 1944 in das KZ Neuengamme deportiert.
Pola Altman hat bis zu ihrem Tod 1971 in Chicago niemals Informationen über das Schicksal ihrer Tochter erhalten.
Lelka Birnbaum, im Alter von zwölf Jahren ermordet, polnische Jüdin. Über sie ist kaum mehr bekannt als ihr Name. Im Jahr 1996 wurden eine Straße in Hamburg-Burgwedel sowie eine Kindertagesstätte in Hamburg-St. Pauli nach ihr benannt.
Sergio De Simone (* 29. November 1937), sieben Jahre alt. Sergio De Simone lebte mit seinen Eltern in Neapel. Sein Vater Edoardo De Simone, ein Schiffsoffizier, war katholisch, seine Mutter Gisella, geborene Perlow, war Jüdin. Edoardo De Simone wurde als Zwangsarbeiter nach Dortmund verschleppt. Gisella und Sergio De Simone zogen im Sommer 1943 aufgrund alliierter Bombardements zu Verwandten nach Fiume Veneto in Norditalien. In Fiume wurden der sechsjährige Sergio, seine Mutter und sieben weitere Familienmitglieder – darunter auch seine Cousinen Alessandra und Tatiana – am 21. März 1944 verhaftet, in das Sammellager San Sabba bei Triest gebracht. Am 4. April 1944 wurde Sergio De Simone in das KZ Auschwitz deportiert, wo er in den Kinderbaracken untergebracht wurde. Im KZ arbeitete der Junge als Läufer – bis eines Tages ein Mann zur Kinderbaracke kam und fragte, wer seine Mutter wiedersehen möchte. Sergio trat vor, woraufhin er für die Menschenversuche in das KZ Neuengamme verbracht wurde.
Seine Mutter Gisella De Simone kam im Frühjahr 1945 in das KZ Ravensbrück. Hier erlebte sie die Befreiung. Erst im November 1945 kehrte sie nach Italien zurück, wo sie ihren Mann wieder traf. Die Eltern wussten ab Ende der 1940er Jahre, dass er vom KZ Auschwitz in ein Konzentrationslager im Westen gekommen war.
Edoardo De Simone starb 1964, ohne näheres über das Schicksal seines Sohnes erfahren zu haben. Gisella De Simone erfuhr 1983 von dem Verbrechen und nahm am 20. April 1984 an der Gedenkfeier in Hamburg teil. Sie wollte aber nicht glauben, dass ihr Sohn tot war, und hoffte bis zu ihrem Tod, dass er noch lebte. Die Cousinen Alessandra und Tatiana überlebten und wirkten als Zeitzeugen in der ARD-Dokumentation mit.

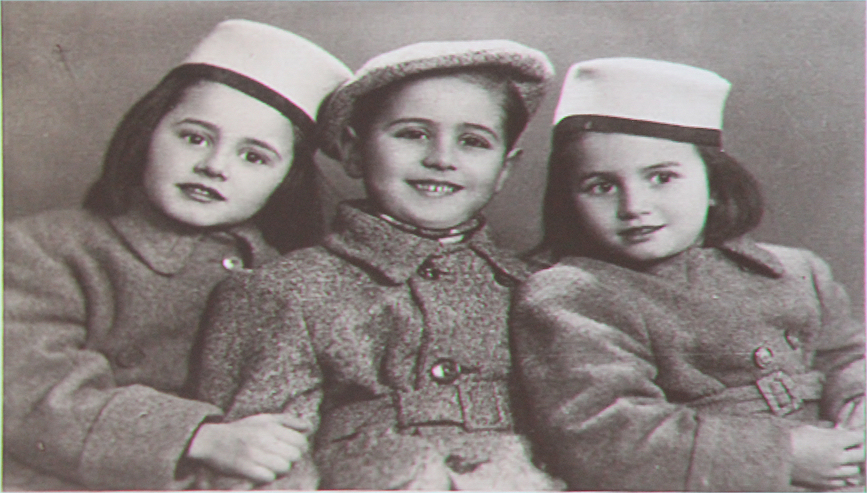
Sergio De Simone mit seinen Cousinen Andra und Tatiana Bucci

Sara Goldfinger, im Alter von elf Jahren ermordet, polnische Jüdin. Das Mädchen stammte aus Ostrowiec. Laut dem Internationalen Suchdienst wurde das Mädchen am 3. August 1944 mit einem Transport von etwa 300 Gefangenen aus dem Zwangsarbeitslager Ostrowiec in das KZ Auschwitz gebracht.
Riwka Herszberg, bei ihrer Ermordung sechs Jahre alt, polnische Jüdin. Das Mädchen wurde am 7. Juni 1938 in Zduńska Wola bei Łódź in Polen als Tochter von Moszek und Mania Herszberg geboren. Ihr Vater war dort Geschäftsführer einer kleinen Textilfabrik. Im Sommer 1944 wurde das Mädchen mit ihren Eltern in das KZ Auschwitz deportiert. Ihr Vater wurde dort im April 1945 ermordet. Riwka und ihre Mutter Mania waren im KZ Auschwitz zunächst zusammen im Frauenlager untergebracht. Riwka soll in Auschwitz der ersten Selektion entgangen sein, da sie einem SS-Mann aufgrund ihrer Ähnlichkeit mit seiner Tochter gefallen und er sie daher verschont habe. Am 23. November 1944 wurde Mania Herszberg in ein Außenlager des KZ Buchenwald in Lippstadt überstellt. Riwka Herszberg wurde am 28. November 1944 in das KZ Neuengamme gebracht und wie die anderen Kinder am 20. April 1945 am Bullenhuser Damm ermordet.
Mania Herszberg überlebte und kehrte zunächst nach Polen zurück, um nach ihrer Tochter zu suchen. Später emigrierte sie in die USA und lebte in Boston. Dort heiratete sie erneut und adoptierte einen Jungen.
Im Jahr 1979 erfuhr sie von dem möglichen Schicksal ihrer Tochter.
Eduard Hornemann, von seiner Familie Edo gerufen. Bei seiner Ermordung war er zwölf Jahre alt. Eduard, der ältere der beiden Brüder Hornemann, wurde am 1. Januar 1933 geboren. Die Familie lebte in Eindhoven in den Niederlanden. Der Vater Philip Carel Hornemann arbeitete bei der Firma Philips. Nach dem Einmarsch und der anschließenden Besetzung der Niederlande durch die deutsche Wehrmacht versteckte sich seine Frau Elisabeth zunächst mit Alexander auf einem Bauernhof, während Eduard auf einem anderen Hof untergebracht wurde. Als 1943 die jüdischen Beschäftigten der Firma Philips in das Konzentrationslager Vught verschleppt wurden, folgte Elisabeth Hornemann ihrem Mann mit den beiden Söhnen. Am 3. Juni 1944 wurde die Familie von Vught in das KZ Auschwitz deportiert, wo Elisabeth im September 1944 an Bauchtyphus starb. Alexander und Eduard wurden in die Kinderbaracke verlegt. Philip Carel Hornemann wurde kurz vor der Befreiung des KZ Auschwitz in das KZ Dachau gebracht und von dort in das KZ Sachsenhausen. Auf diesem Transport starb er am 21. Februar 1945. Eduard und Alexander Hornemann wurden am 28. November 1944 in das KZ Neuengamme gebracht und am 20. April 1945 von SS-Unterscharführer Johann Frahm am Bullenhuser Damm ermordet.
Aus der Familie überlebte Ans van Staveren, die Schwester von Elisabeth Hornemann und Tante von Eduard und Alexander. Sie hatte sich bis zur Befreiung der Niederlande versteckt. 1979 erfuhr sie von dem Schicksal der beiden Jungen.
Alexander Hornemann, acht Jahre alt, Bruder von Eduard (siehe auch dort), niederländischer Jude. Alexander wurde am 31. Mai 1936 geboren, seine Familie nannte ihn Lexje.
Marek James, sechs Jahre alt. Vor dem Krieg lebte die Familie James in Radom, Polen. Der Vater, Adam James, war Mitglied der polnischen Kavallerie. Die Mutter, Zela James, arbeitete in einer Schießpulverfabrik. Adam James geriet beim Einmarsch der deutschen Wehrmacht in Polen in Kriegsgefangenschaft. Er wurde bis zu seiner Befreiung durch die alliierten Armeen in das Konzentrationslager Oranienburg-Sachsenhausen verbracht. Zela James und Marek James wurden im Sommer 1944 nach Auschwitz deportiert. Zela James verdankt ihr Überleben vielleicht der Tatsache, dass sie mehrere Sprachen sprach: Deutsch, Jiddisch, Hebräisch, Französisch und Polnisch. Im Herbst 1944 wurde Zela James in das Konzentrationslager Groß-Rosen verlegt. Kurz darauf gehörte Marek James zu der Gruppe von zwanzig Kindern, die von Josef Mengele ausgewählt wurden, um in das Konzentrationslager Neuengamme gebracht zu werden, um dort für Menschenversuche missbraucht zu werden.
Mark James aus San Diego, Kalifornien, wurde nach dem Zweiten Weltkrieg 1947 in Süddeutschland geboren. Er trägt den Vornamen seines ermordeten Bruders. Adam James starb 1973, ohne vom Schicksal seines Sohnes Marek James erfahren zu haben.
Walter Jungleib, zwölf Jahre alt, Slowakei. Nach dem Krieg versuchte die Familie Jungleib erfolglos, Informationen über Walters Schicksal zu erhalten. Sie ging davon aus, dass er während des Evakuierungsmarsches aus Auschwitz gestorben war. 2015 las Bella Reichenbaum, die Ehefrau von Yitzhak Reichenbaum, dessen Bruder Eduard Reichenbaum im Bullenhuser Damm ermordet worden war, Dokumente ihrer Familie. Dort fand sie die Liste der von Auschwitz nach Lippstadt transportierten Häftlinge mit den Namen der Frauen, deren Kinder am Bullenhuser Damm ermordet wurden, darunter zwei Frauen mit dem Namen Jungleib. Es gelang ihr, die Familie Jungleib über die Website von Yad Vashem in Israel zu kontaktieren, wodurch der zuvor unbekannte "W. Junglieb" als Walter Jungleib identifiziert werden konnte.
Grete Hamburg, geb. Jungleib, die Schwester von Walter Jungleib, erfuhr damit 2015 von seinem Schicksal. 2016 nahm Grete Hamburg erstmals an der Gedenkfeier in Hamburg teil. Sie vermachte der Gedenkstätte die Briefmarkensammlung ihres Bruders.
Lea Klygermann, bei ihrer Ermordung sieben Jahre alt. Lea – oder Lola – Klygerman wurde am 28. April 1937 südlich von Radom in Ostrowiec als Tochter von Berek und Ester Klygerman geboren. Zusammen mit ihrer Mutter Ester und ihrer zwei Jahre jüngeren Schwester Rifka wurde sie im Sommer 1944 aus dem Zwangsarbeitslager Ostrowiec in das KZ Auschwitz deportiert, das sie am 3. August erreichten. Dort wurde ihr die Nummer A-16959 eintätowiert. Leas Vater Berek Klygerman wurde hingegen aus dem südlich von Radom gelegenen Lager Bliżyn nach Auschwitz deportiert und von dort im Oktober 1944 in das KZ Sachsenhausen und später in das KZ Buchenwald überstellt, wo er im Februar 1945 starb. Lea Klygerman wurde am 28. November 1944 in das KZ Neuengamme gebracht. Am 20. April 1945 ereilte sie dasselbe Schicksal wie die anderen Kinder. Ester Klygerman überlebte und kehrte nach Polen zurück. Die Suche nach ihren Töchtern Lea und Rifka blieb erfolglos. In den 1970er Jahren wanderte Ester Klygerman nach Israel aus. Sie heiratete erneut und bekam eine Tochter, Amalia.
Amalia erfuhr durch die Angehörigen eines anderen im Bullenhuser Damm ermordeten Kindes von dem Schicksal der älteren Schwester Lea Klygerman, wollte ihre Mutter aber schützen und berichtete ihr nicht davon.
Georges-André Kohn (* 23. April 1932), bei seiner Ermordung zwölf Jahre alt. Georges-André Kohn war mit seinen Geschwistern und seiner Mutter 1942 zum Katholizismus konvertiert. Sein Vater, Armand Kohn, war seit Kriegsbeginn Direktor des jüdischen Krankenhauses in Paris. Aufgrund seiner Stellung war die Familie Kohn zunächst vor den Deportationen geschützt. Kurz vor der Befreiung von Paris durch alliierte Truppen im August 1944 wurde sie jedoch verhaftet. Georges-André Kohn, seine Eltern Armand und Suzanne, seine älteren Geschwister Antoinette, Philippe und Rose-Marie sowie die Großmutter Marie-Jeanne wurden am 28. Juli 1944 in das Sammellager Drancy bei Paris gebracht.
Am 17. August 1944 erfolgte die Deportation in das Reichsinnere. Am dritten Tag der Fahrt gelang Philippe und Rose-Marie – gemeinsam mit etwa 30 anderen Gefangenen – die Flucht aus dem Zug. Die anderen Familienmitglieder kamen in Konzentrationslager: Georges-André Kohns Vater Armand wurde ins KZ Buchenwald deportiert und überlebte die Haft. Seine Mutter und seine Schwester Antoinette wurden in das KZ Bergen-Belsen deportiert, Georges-André kam mit seiner Großmutter in das KZ Auschwitz.
Vom Tod seines Bruders erfuhr Philippe Kohn 1978 von Günther Schwarberg, der die Familie in Paris fand.
Blumel (Bluma) Mekler, bei ihrer Ermordung zehn oder elf Jahre alt. Das Mädchen wurde 1934 in Sandomierz in Polen als Tochter von Herschel Blumel geboren. Es hatte vier Geschwister, zwei Schwestern und zwei Brüder. Ihre Eltern besaßen einen Kolonialwarenladen, daneben war ihr Vater Religionslehrer in einer jüdischen Schule für Jungen. Als Blumel zehn Jahre alt war, wurde sie mit ihren Eltern ins KZ Auschwitz deportiert.
Vater, Mutter und zwei ihrer Geschwister starben dort. Ihre jüngere Schwester Shifra überlebte den Holocaust. Sie wuchs in einem Kibbuz in Israel auf, wo sie ihren älteren Bruder wiederfand, und zog später nach Tel Aviv.
Jacqueline Morgenstern, bei ihrer Ermordung zwölf Jahre alt. Jacqueline Morgenstern wurde als Tochter von Charles und Suzanne Morgenstern geboren. Bis 1941 betrieb ihr Vater am Place de la République einen Friseursalon. 1944 wurde die Familie in Marseille verhaftet, wohin sie vor den Deutschen geflohen war. Die Mutter Suzanne starb im KZ Auschwitz, der Vater kurz nach der Befreiung des KZ Dachau an den schweren Folgen der Haft.
Eduard Reichenbaum, bei seiner Ermordung zehn Jahre alt. Reichenbaum wurde am 15. November 1934 in Kattowitz in Polen geboren. Seine Familie nannte ihn Edulek. Sein Vater Ernst Reichenbaum arbeitete als Buchhalter in der Filiale eines deutschen Verlags. Kurz vor dem Zweiten Weltkrieg zog die Familie mit Eduard und seinem zwei Jahre älteren Bruder Jerzy in den Ort Piotrków Trybunalski bei Łódź, wo die Großeltern wohnten. 1943 wurde die Familie in das Zwangsarbeitslager Bliżyn verschleppt. Dort mussten Eduard und Jerzy in einem Kommando arbeiten, das Socken für die Wehrmacht produzierte. Der neunjährige Eduard entging in Bliżyn einer Selektion, bei der fünfzig Kinder unter zehn Jahren deportiert und ermordet wurden. Sein Vater, der wegen seiner guten Deutschkenntnisse im Lagerbüro arbeitete, hatte sein Geburtsdatum gefälscht. Im September 1944 wurde die Familie in das KZ Auschwitz deportiert. Jerzy und sein Vater kamen in das Männerlager, wo der Vater im November starb. Eduard kam mit seiner Mutter Sabina Reichenbaum zunächst in das Frauenlager. Später wurde er in die Kinderbaracke verlegt. Sabina Reichenbaum kam im November 1944 in ein Außenlager des KZ Buchenwald in Lippstadt. Zum selben Transport gehörte auch Mania Herszberg, die Mutter von Riwka Herszberg. Eduard Reichenbaum wurde am 28. November 1944 in das KZ Neuengamme gebracht und am 20. April 1945 am Bullenhuser Damm ermordet. Jerzy Reichenbaum wurde bei der Räumung des KZ Auschwitz in die weiter westlich liegenden Konzentrationslager Sachsenhausen und Mauthausen gebracht und überlebte. Noch im selben Jahr emigrierte der dreizehnjährige Junge nach Israel, 1947 folgte ihm seine Mutter. Sie suchten nach Eduard, doch erst 1984 erfuhr Jerzy, der sich inzwischen Ytzhak nannte, durch einen Artikel in der israelischen Zeitung „Maariv“ vom Schicksal seines Bruders Eduard. Ytzhak Reichenbaum besuchte regelmäßig die Gedenkfeiern am Bullenhuser Damm und sprach mit Jugendlichen über das Schicksal seines Bruders.
Marek Steinbaum, bei seiner Ermordung sieben Jahre alt, Pole. Marek Steinbaum (oder Szteinbaum) wurde am 26. Mai 1937 als Sohn von Mania und Rachmil Steinbaum geboren. Die Familie besaß eine kleine Lederfabrik in Radom in Polen. Aus dem Getto Radom wurde die Familie Steinbaum über das Zwangsarbeitslager Pionki vermutlich Anfang Oktober 1944 in das KZ Auschwitz deportiert. Mareks Vater Rachmil Steinbaum kam von dort in die Konzentrationslager Buchenwald und Groß-Rosen und in ein Außenlager des KZ Natzweiler-Struthof bei Stuttgart. Mareks Mutter Mania Steinbaum wurde im November 1944 in das Außenlager Georgenthal des KZ Groß-Rosen deportiert. Marek Steinbaum wurde am 28. November 1944 in das KZ Neuengamme gebracht.
Beide Eltern überlebten die Konzentrationslager. Nach dem Zweiten Weltkrieg wohnten sie einige Jahre in Memmingen in Bayern. 1947 wurde ihre Tochter Lola geboren, 1949 wanderten sie in die USA aus. 1981 versuchte Günther Schwarberg im Rahmen seiner Recherchen, Verbindung zu ihnen aufzunehmen, doch sie wünschten keinen Kontakt. Ihre Tochter Lola erfuhr 1993 von Mareks Schicksal.
H. Wassermann, sieben oder acht Jahre alt, Polin. Der Wassermannpark ist nach dem achtjährigen polnischen Opfer benannt, das nur als H. Wassermann bekannt ist. Der Wassermannpark wurde 1995 fertiggestellt und umfasst 28 Hektar Wasserspiele, Radwege, Picknickplätze und Spielplätze.
Eleonara Witoński, bei ihrer Ermordung fünf Jahre alt. Die Polin Eleonora (Lenka) Witonska wurde am 16. September 1939 in Radom, Polen, als Tochter von Seweryn und dessen Frau Rucza Witoński geboren. Die Familie musste nach der Besetzung Polens durch die Wehrmacht im Getto von Radom leben. Am 21. März 1943, an dem jüdischen Feiertag Purim, wurde die Familie zusammen mit über 150 anderen jüdischen Männern, Frauen und Kindern nach einer Razzia zum alten jüdischen Friedhof von Szydlowice gebracht. Die SS begann dort mit einer Massenerschießung. Vor den Augen seiner Familie wurde Seweryn Witoński ermordet. Seiner Frau Rucza gelang es, sich mit ihren Kindern Roman und Eleonora hinter Grabsteinen verstecken. Als sie gefunden wurden, wurden sie nicht ermordet, sondern zurück in das Getto Radom gebracht. Über das Lager Pionki wurden sie Ende Juli 1944 in das KZ Auschwitz deportiert.
Rucza Witońska überlebte Auschwitz und emigrierte nach Frankreich. Sie heiratete wieder und nahm den Namen Rose Grumelin an. Sie bekam einen weiteren Sohn. Jahrelang suchte Rose Grumelin nach ihren beiden Kindern.
Roman Witoński, zur Zeit seines Todes sechs Jahre alt. Roman (Romek) Witoński wurde am 8. Juni 1938 in Radom geboren. Bruder von Eleonora (siehe dort).
Roman Zeller, bei seiner Ermordung zwölf Jahre alt, Pole. Über den Jungen ist kaum mehr bekannt als sein Name. Der Roman-Zeller-Platz in Hamburg-Schnelsen ist nach ihm genannt.
Ruchla Zylberberg, bei ihrer Ermordung acht Jahre alt, Polin. Ruchla Zylberberg wurde am 6. Mai 1936 in Zawichost geboren. Als die deutsche Wehrmacht Polen besetzte, konnte ihr Vater, der Schumacher Nison Zylberberg, mit seinem Bruder Henry und seiner Schwägerin Felicja nach Russland fliehen. Die anderen Familienmitglieder sollten ihnen folgen, aber der deutsche Überfall auf die Sowjetunion 1941 machte dies unmöglich. Ruchla wurde mit ihrer Mutter Fajga und ihrer kleinen Schwester Esther nach Auschwitz deportiert, Fajga und Esther wurden dort ermordet.
Ruchla Zylberbergs Vater Nison überlebte den Krieg und wanderte 1951 in die USA aus. Seine Brüder Josef und Henrik emigrierten mit ihren Frauen nach Hamburg. Als 1979 die Serie „Der SS-Arzt und die Kinder“ im Magazin Stern veröffentlicht wurde, entdeckten die Zylberbergs das Foto von Ruchla unter den Bildern der zwanzig Kinder.

### Die ermordeten Betreuer, vier politische Häftlinge
- Der Arzt René Quenouille (1884–1945) aus Sarlat-la-Canéda, Frankreich
- Der Chemiker Gabriel Florence (1886–1945) aus Lyon, Frankreich
- Dirk Deutekom aus Amsterdam (1895–1945), Niederlande[23]
- Antonie Hölzel aus Den Haag (1909–1945), Niederlande[24]

## Strafverfolgung
Während die meisten Mittäter, unter ihnen Trzebinski und Dreimann, bereits kurz nach Kriegsende gefasst und am 3. Mai 1946 im Neuengamme-Hauptprozess zum Tode verurteilt wurden, konnte Heißmeyer unbehelligt unter seinem richtigen Namen weiter praktizieren, bis im Jahre 1963 die Ermittlungen aufgrund einer Veröffentlichung im Stern von 1959 zu seiner Verhaftung in Magdeburg (DDR) führten. Er wurde 1966 zu lebenslanger Haft verurteilt und verstarb dort 1967. Heißmeyers Komplize Hans Klein wurde als Professor an die Ruprecht-Karls-Universität Heidelberg berufen und starb 1984. Der während der Curiohaus-Prozesse belastete SS-Hauptsturmführer Arnold Strippel, der wegen anderer Verbrechen inhaftiert gewesen war, wurde im Jahre 1979 im Stern der Mittäterschaft beschuldigt. Er klagte erfolgreich dagegen und erstritt ein Ordnungsgeld. Mehrfach stellte die Staatsanwaltschaft die Ermittlungen ein. 1983 wies die Justizsenatorin die Staatsanwaltschaft an, Anklage gegen Arnold Strippel zu erheben. Das Verfahren wurde 1987 wegen Verhandlungsunfähigkeit des Beschuldigten eingestellt.

## Vom Tatort zur Gedenkstätte
Nach kurzer Zwischennutzung als Seewetterwarte wurde das Gebäude ab 1948 wieder als Schule betrieben. Nachweisbar seit 1950 legen Mitglieder der Vereinigung der Verfolgten des Naziregimes zum Gedenken Blumen im Kellerraum ab. 1963 wurde im Treppenhaus eine Gedenktafel angebracht, auf der jedoch die sowjetischen Opfer nicht erwähnt wurden.
Am 20. April 1979 versammelten sich 2000 Menschen vor der Schule; Überlebende der Familien gründeten die Vereinigung Kinder vom Bullenhuser Damm, im Kellerraum wurden Schautafeln angebracht. Dem Journalisten Günther Schwarberg ist es durch seine Recherchen, seine Zeitschriftenartikel im Nachrichtenmagazin Stern im Jahr 1979 und sein Buch Der SS-Arzt und die Kinder vom Bullenhuser Damm gelungen, die Namen der Kinder vor dem Vergessen zu bewahren, die Täter anzuprangern und die Erinnerung an das Verbrechen mahnend wach zu halten. Schwarberg war lange Jahre Vorsitzender der Vereinigung Kinder vom Bullenhuser Damm. 1980 wurde die Schule vom Hamburger Senat zur Gedenkstätte erklärt und nach Janusz Korczak benannt.
Kurz darauf, am 27. April 1980, ließen Neonazis der Deutschen Aktionsgruppen eine Rohrbombe vor dem Eingang explodieren. 1985 wurde der schon 1982 geplante Rosengarten eingeweiht. In Sichtweite zum Gebäude wurden von Besuchern Rosen gepflanzt; Tafeln erinnern an einzelne Kinder und auch den sowjetischen Opfern ist hier ein Denkmal gesetzt.
1986 tagte im Gebäude ein so genanntes „Internationales Tribunal“, um die Verzögerung des Prozesses gegen den Mittäter Strippel anzuprangern. Bis 1996 versuchte ein Staatsanwalt, die Beschriftung einer Ausstellungstafel entfernen zu lassen, die Versäumnisse bei der Aufarbeitung darstellt und aus einer Einstellungsverfügung zitiert.
1987 wurde aufgrund gesunkener Schülerzahlen im Einzugsgebiet der Janusz-Korczak-Schule der Schulbetrieb eingestellt.
Im Jahr 1999 wurde das Gebäude zur Außenstelle der KZ-Gedenkstätte Neuengamme erklärt, im Jahr 2011 umgebaut und als Gedenkstätte den Besuchern zugänglich gemacht. Die Gedenkstätte gehört heute zur Stiftung Hamburger Gedenkstätten und Lernorte zur Erinnerung an die Opfer der NS-Verbrechen. Im ersten Raum der Ausstellung wird heute über das KZ-Außenlager, die „medizinischen Experimente“ an den Kindern, die Täter sowie die ermordeten 20 Kinder und 4 Betreuer berichtet. Im zweiten Raum werden historische Dokumente, Erinnerungen von Zeitzeugen, die Strafverfolgung und die Geschichte nach 1945 dokumentiert. Dann folgen die Kellerräume, wo die Kinder ermordet wurden.

## Weitere Formen des Andenkens an die Opfer
1989 behandelte der Spielfilm "Der Rosengarten" (Originaltitel "The Rose Garden", Regie: Fons Rademakers; mit Maximilian Schell in der Hauptrolle) die Geschehnisse in der Schule am Bullenhuser Damm.
Am 20. April 1995 wurden im Hamburger Stadtteil Schnelsen-Burgwedel mehrere Straßen im großen Neubaugebiet nach 17 der ermordeten Kindern benannt. Ein Spielhaus, eine Kindertagesstätte und ein Jugendclub wurden nach Surcis Goldinger (inzwischen Sara Goldfinger), Bluma Mekler und Lea Klygermann benannt. Am Roman-Zeller-Platz wurde 2001 eine von Bürgern gestiftete Gedenkstele errichtet. 2003 wurde sie beschmiert. Gedenkveranstaltungen zum Jahrestag der Ermordung finden nicht nur am Tatort, sondern auch im Stadtteil Burgwedel unter Beteiligung der benachbarten Grundschulen statt.
1996 wurde in Verona ein Spielplatz nach einem der Opfer benannt.
Zum Andenken an die Kinder vom Bullenhuser Damm veröffentlichte der Sänger und Liedermacher Hannes Wader 1989 auf seinem Album Nach Hamburg ein gleichnamiges Lied. Im November 2018 wurde „Pamietamy“ (Erinnerung) für die Kinder vom Bullenhuser Damm, ein Stück für gemischten Chor, Violine, Violoncello und Klavier von Christine K. Brückner, erstmals aufgeführt.
Im Mai 2005 veröffentlichte Finanzsenator Wolfgang Peiner (CDU) eine „Prüfliste“ zum Verkauf von 243 städtischen Immobilien, in der auch das Gebäude Bullenhuser Damm 92/94 genannt wurde. Nach Protesten dementierte der zuständige Pressesprecher die Verkaufsabsicht.

## Bilder vom Rosengarten

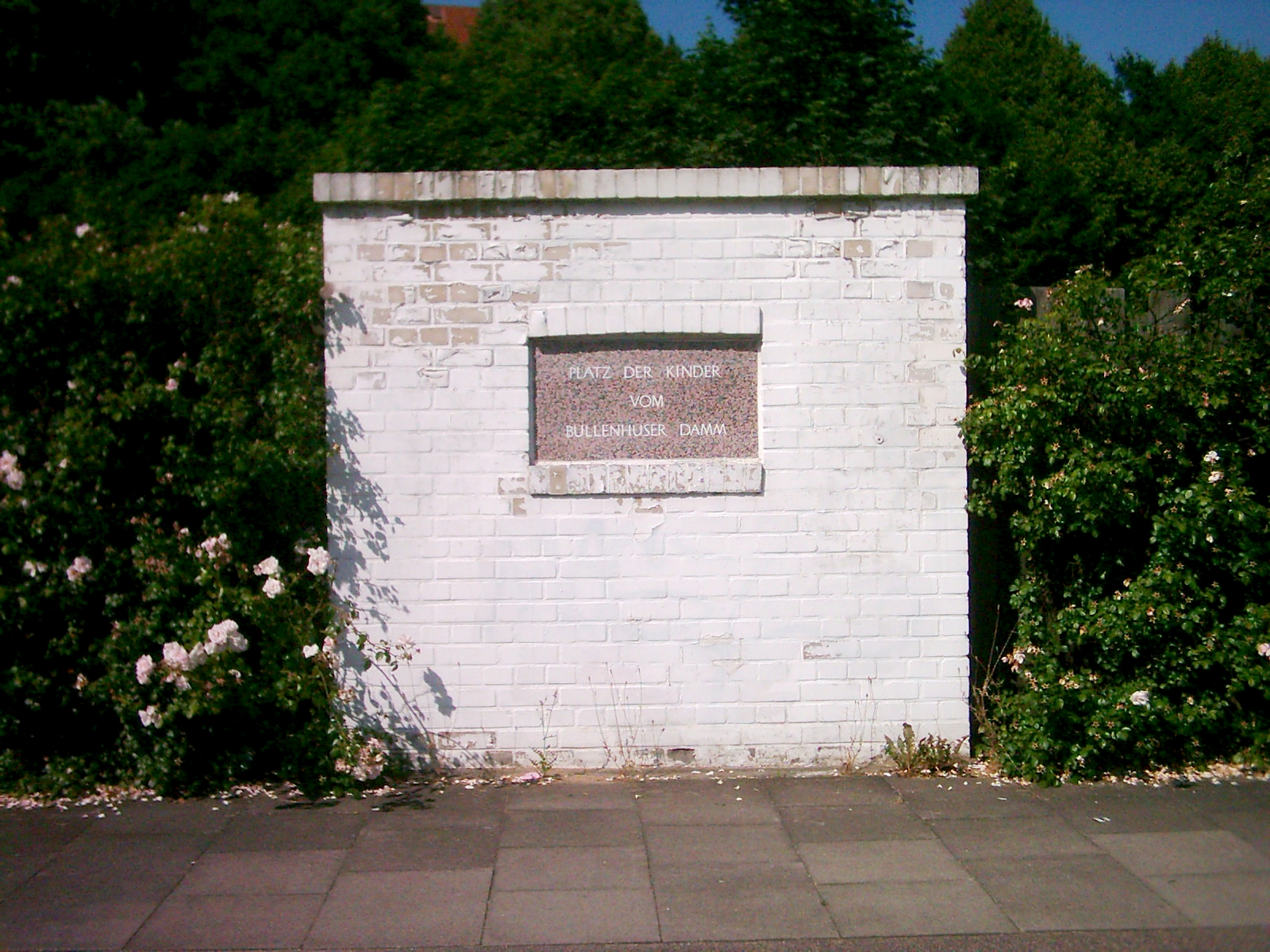
Platz der Kinder vom Bullenhuser Damm
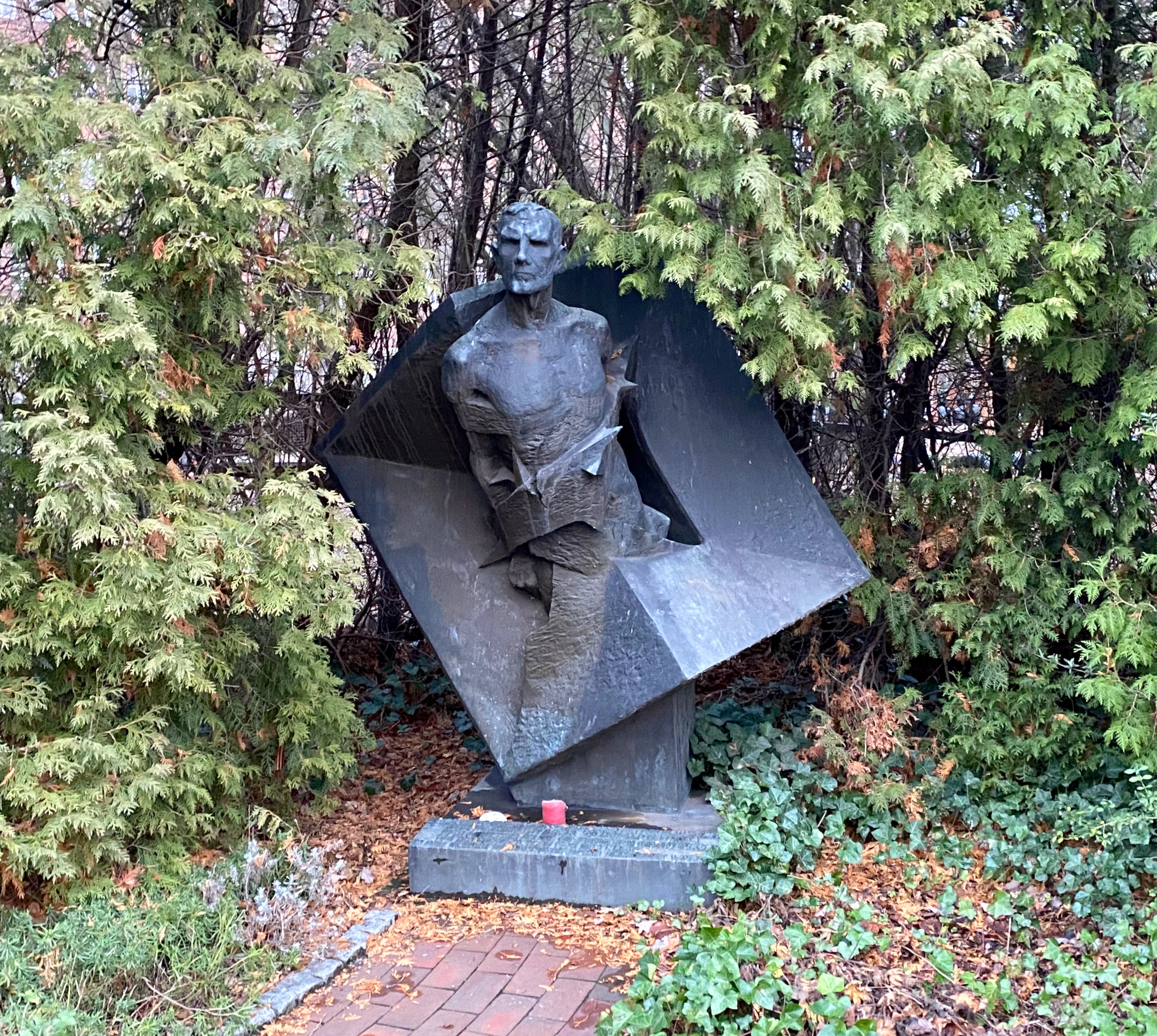
Denkmal für die ermordeten sowjetischen Gefangenen
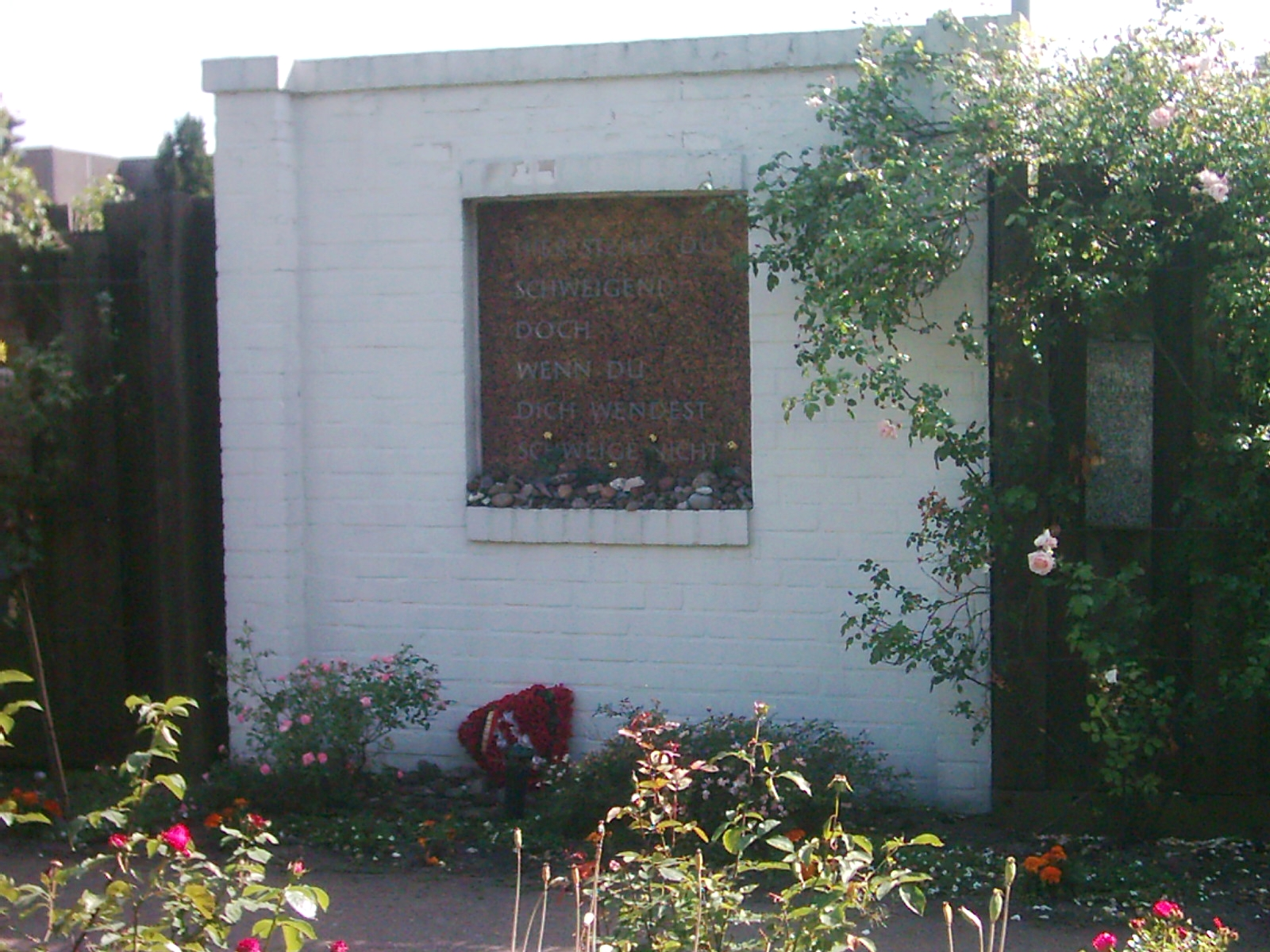
Gedenktafel
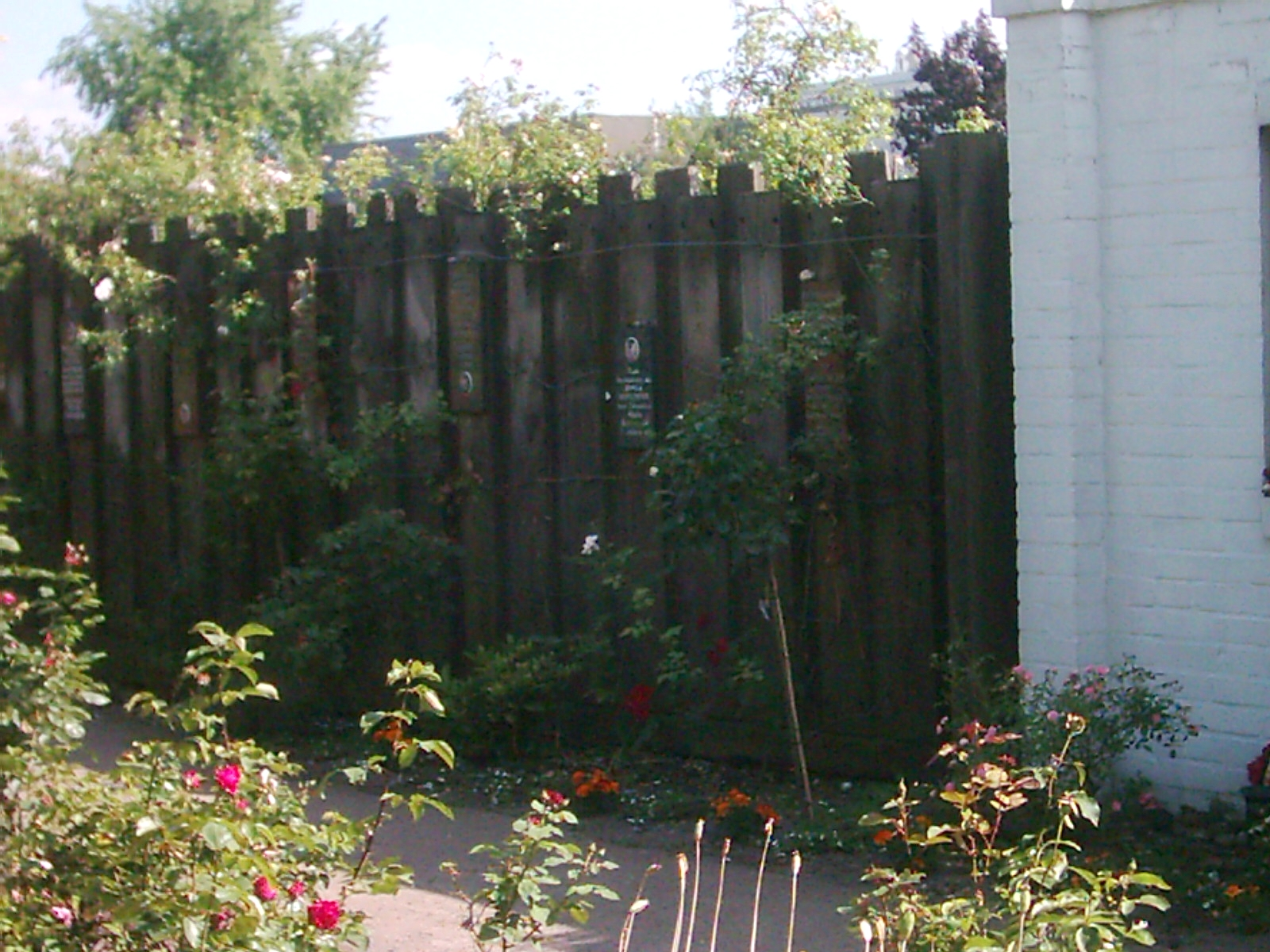
Persönliche Gedenktafeln